# Ośle uszy

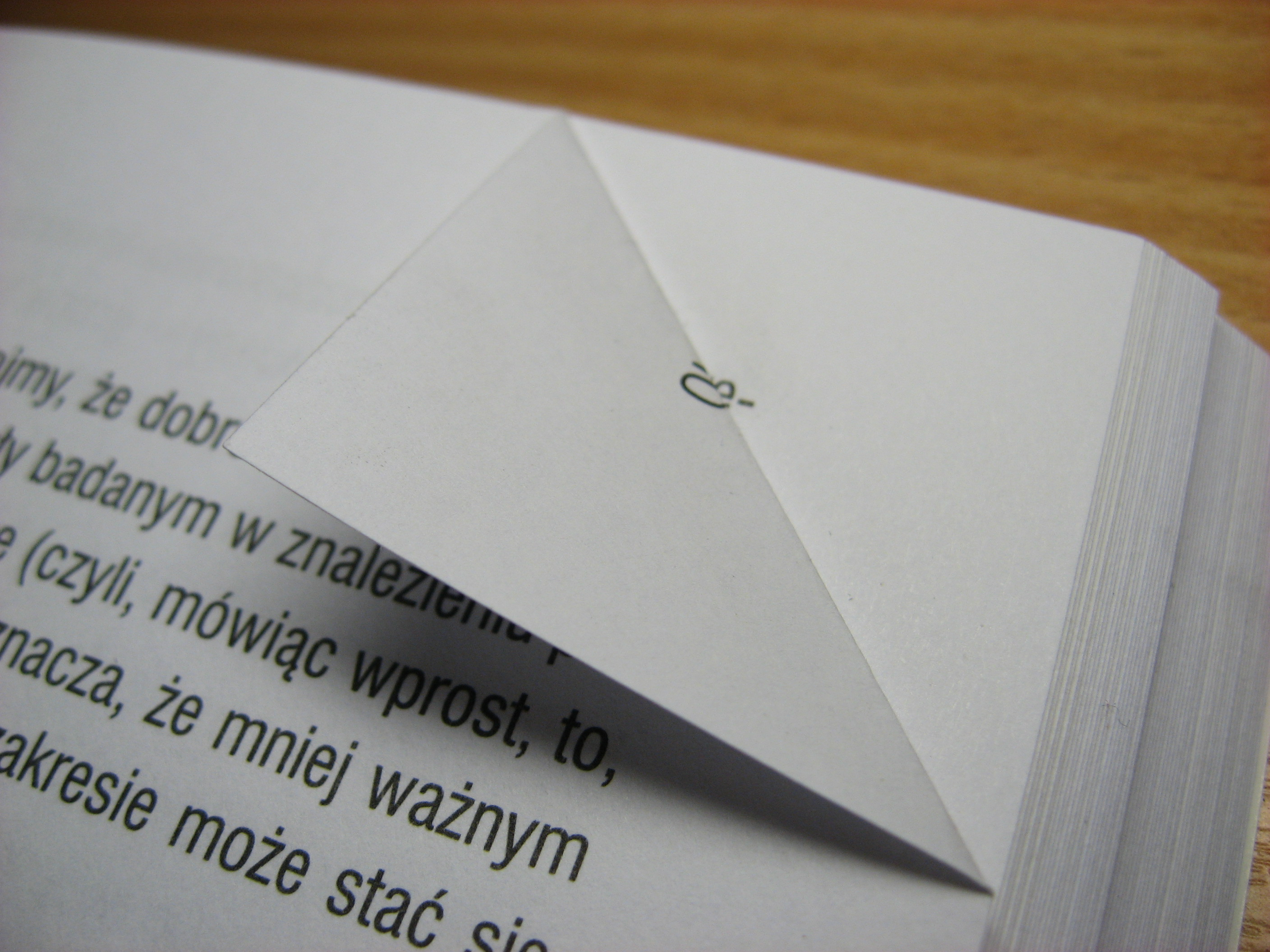
Ośle uszy

Ośle uszy — w terminologii bibliotekarskiej pojęcie określające pozaginane rogi kartek, będące przejawem nieumiejętnego posługiwania się książką.
Ośle uszy występują często w zeszytach. Prostym sposobem zapobiegania jest zakładanie w domu trójkątów z obciętych rogów koperty na dolne rogi kilku razem złożonych kartek.